# 野夫
野夫（1962年—），本名鄭世平，出生于中国湖北省利川市。中国自由作家，发表诗歌，散文，报告文学，小说，论文，剧本等约四百多万字。2006年获“第三代诗人回顾展”之“杰出贡献奖”，2009年获“2009当代汉语贡献奖”，《江上的母亲》一书获2010台北国际书展非虚构类图书大奖，是大陆首位作家获得此奖项。2011年获得独立中文笔会“自由写作奖”。2012年获得中国在场主义散文新锐奖。2012年应邀成为荷兰国家文学基金会驻市作家。2013年获邀成为德国科隆世界艺术学院年度访问学者。2024年应邀为台湾师范大学驻校作家。连续六年获得海外网媒评为“全球华人年度百名公共知识分子”。

## 笔名由来
根据野夫自述，他的这个笔名“野夫”一方面取“山野村夫”之意，表示自己是一个山里面的男人；另一方面源自他喜欢的一句唐诗“野夫路见不平事，磨损胸中万古刀”。

## 生平
1962年，野夫出生在恩施土家族苗族自治州利川縣邊遠村莊，祖父是土司后裔，外祖父刘纪律是黄埔军校毕业的中国国民党少将，曾是蒋中正的侍卫官。中华人民共和国建国后，野夫的父母留在中国大陆，1957年他们被打成右派，并且遭到长期政治迫害，祖父因为是地主被批斗殴打后自缢，其大伯和二伯的妻子则悬梁自尽。
1978年，野夫考入湖北民族學院中文系，并且開始詩歌創作。1982年，野夫組織詩歌社團“剝棗詩社”，開始使用“野夫”作為筆名，近年偶爾也在網上自稱“土家野夫”。1985年，野夫擔任湖北省青年詩歌學會常務理事。
根據作家章詒和描述：野夫在“十六歲寫下血書：不考上武大此生誓不為人。他在鄂西土生土長，視武漢大學為教育聖地”。1986年插班考進武漢大學中文系，組建湖北省“後現代詩人沙龍”，出版詩集《狼之夜哭》。在武漢大學學習期間，曾受業於易中天受到賞識，成為亦師亦友入室弟子。
1988年，野夫分配到公安單位工作，1989年因為六四事件同情學生退出警界，之後因為參與掩護民運人員，被作家好友熊召政檢舉後被捕，以「洩露國家機密」罪名判刑六年。野夫服刑期间，易中天、刘道玉曾去探监。1995年，野夫減刑出獄，到北京謀生成立民營書商。易中天曾將其早期的作品《閒話中國人》《中國的男人和女人》，交由野夫所經營出版社出版，幫忙他出獄之後生活立足。隨後野夫逐漸以自由撰稿人身份，專心從事著作。
2008年四川汶川大地震發生前，野夫在四川德陽市羅江縣做農村調查，準備寫一本《大地呻吟——中國基層政權運作現狀的觀察與憂思》關於鄉土社會的問題的書。部份文章《治小縣若統大國》《廢墟上的民主夢》《餘震綿延的大地》已經在海南《天涯》雜誌上發表，前兩篇並列2008年中國散文學會評選的優秀散文獎第四名。地震發生後，就在當地參與抗震救災和災後重建工作，為羅江縣募集到約200萬現金，成立羅江縣精神重建基金會。野夫還培訓當地農民自編、自演、自導拍攝電視短劇介紹災區的真實境況，並將影片拿到縣電視台播出，在2008年杭州國際傳媒大會上得到抗震救災紀實片一等獎。
2019年，野夫移居泰国清邁。2024年10月16日，在臺灣出版新書《孤島》。在新书发布前，接受台湾媒体采访时，已移居清迈五年的他表示，暫時不打算回國。

## 作品
- 《江上的母亲》，台湾南方家园出版社
- 《拍剑东来还旧仇——野夫自选集》，香港天地图书公司
- 《父亲的战争》，中国作家出版社
- 《尘世·挽歌》，中国新星出版社
- 《乡关何处》中国中信出版社，十月文学出版社
- 《看不见的江湖》，台湾南方家园出版社
- 《门边的守望者》诗集，南方家园出版社
- 《尘海骊歌》香港天地图书公司
- 《1980年代的爱情》湖南文艺出版社
- 《身边的江湖》广东人民出版社
- 《丘陵之雕》华岳文艺出版社
- 《大地呻吟》台湾南方家园出版社
- 《国镇》长篇小说，台湾南方家园出版社，法国太平洋通出版社。英文版正在美国翻译
- 散文集《故交半零落》在美国、日本、台湾和泰国出版
- 长篇小说《孤岛》在台湾南方家园出版社出版
- 散文集和小说还有英文版，法文版，韩文版和阿拉伯文版

## 影视作品
- 电影《玉观音》总策划和责编
- 电视剧《父亲的战争》编剧
- 电影《将离草》总策划和编剧
- 电影《1980年代的爱情》总策划和编剧
- 电影《大理爱情故事》总策划和编剧
- 电影《旅馆》编剧

2014年10月，国家新闻出版广电总局下达通知，今后野夫的著作不予出版。

## 評價
北京當代漢語研究所2009年5月9日公告：“野夫是一位優秀的詩人、作家。在古體/當代詩歌、散文、小說等領域均有建樹。”“野夫的文章，承接古風，呼應民國，延續20世紀80年代，經過了20世紀90年代的磨洗，在21世紀的今天愈發珍貴。”“在漢語、文體、歷史與情感之間，找到了最穩固的平衡點。”
作家章詒和在為野夫散文集《江上的母親》書所作序言自稱為野夫的粉絲：“当我们文人艺术家都争做圣洁天使的时候，野夫的文字却来扮演魔鬼。”作家倪匡也曾在访谈节目中称赞野夫的作品。

## 清迈房产风波
2019年，野夫移居泰国清邁。2020年，新冠疫情爆发后，野夫在中国自由派知识分子中间，推销「清迈抱团买房方舟计划」。戴晴、李承鹏、唐云等人参与购房。该社区位于清邁古城十多公里外，由31座别墅组成。有着“作家村”和“知交小聚落”美称。2024年9月，戴睛接受自由亚洲电台采访时，说：“今天就安安静静的31栋房子。这是野夫（作家）设计的。很多人都是他的朋友，来就来了。这点钱北京人比如说北京房子五分之一都不到，对不对，就来了，但是都并没有来住。有些呢就租出去了，租给了什么人呢，这就是另外一个问题了。就是对中国的教育制度不满要带着孩子到这来读书，纳入这个英国的那个教育体系的这批人，租给他们了，他们好几家都是，你看那最乱最热闹全是小孩的就是他们。”记者问：“都是疫情前来的还是疫情以后来的？”戴晴答：“前前后后有早有晚，所以这片基本上是两拨人，第一拨就是对中国的教育制度不满意，到这儿来带孩子读书的人，第二拨就是野夫，唐云啊，王继啊。我们这些人是在国内受到了政治歧视政治压迫，回不去的人也到这来了。”与野夫相熟的独立作家王继和妻子接受采访时称“这里气氛轻松、宁静与祥和，很适合他们居住。”
2023年，中国异见人士“超级低俗屠夫”吴淦开始实名举报，指责野夫搞房产「杀猪盘」、「骗局」。依照泰国现行法律，包括中国籍购房者在内的外国人，无法合法取得土地所有权，以及单独占有土地的别墅。外国人在泰国只能合法购买公寓。《南華早報》的报道提及诸多外国人在泰国购房受骗的案例。其中一案，2023年1月，中国浙江宁波籍、45岁的女性Zoe Yu由一位中国名人介绍在清迈购买别墅，花费一千万泰銖。2024年7月，她通过抗争获得退款，但在费用和装修方面的投资损失超过三分之一。她说：“我被自己的虚荣心蒙蔽了双眼，因为我只想着和中国名人生活在同一个社区。”
野夫对「杀猪盘」、「骗局」的指控进行否认。他回应只是「帮朋友牵线」、「做谘询」，强调有人「幕后黑手」操纵、故意抹黑他。2025年1月，野夫接受王志安的访问，承认收取佣金，但表示这是「风险与责任」的报酬。王志安连续追问：泰国法律对外国人购地限制严格，当初是否充分告知风险？野夫回应：自己出发点是让人有海外避难、养老或者逃离中国政治环境的机会。“我没有故意欺骗，我举债卖血也会承担责任！”野夫曾经的朋友李承鹏于1月12日首次发文回应，指出清迈「清迈抱团买房方舟计划」由野夫于2020年全程主导，野夫通过购房私函承诺永久产权，并声称以「终生清誉」担保项目安全。李承鹏在推特X写文章澄清和揭露野夫，称其为“尊者”，骗子。

## 外部連結
- 野夫的新浪微博
- 野夫的新浪博客
- 野夫的博客首页 旁门兵栈（作者已暂停更新）
- 野夫对话 旁门兵栈[永久]
- 江上的母親 旁门兵栈
- 野夫新博客首页 旁门兵栈